# Grote harpslak
De grote harpslak (Harpa major) is een slakkensoort uit de familie van de Harpidae. De wetenschappelijke naam van de soort is voor het eerst geldig gepubliceerd in 1798 door Röding.

## Kenmerken
De meeste schelpen hebben een dunne maar stevige wand met een grote mondopening. Tussen een twaalftal verticale ribbels die over de lichaamswindingen lopen, bevinden zich gemarmerde zigzagbanden. Deze ribbels eindigen elk in een punt op de schouder en de tekening schemert door de binnenkant van de mondopening heen. Hun lichaamslengte ligt meestal tussen de 5 en 9 cm, maar bij Hawaï komen exemplaren voor tot 10 cm.

## Leefwijze
Het voedsel van deze actieve carnivoren bestaat uit kleine kreeftachtigen, die met kleverig speeksel en zand worden omgeven, waardoor ze onbeweeglijk en verdoofd worden. Bij opwinding scheiden ze veel speeksel uit, waarin waarschijnlijk een neurotoxine met verlammende eigenschappen zit. Het dier heeft geen opperculum (verhoornd afsluitdekseltje). Ze leven ingegraven in zandbodems en hebben de mogelijkheid om het achterste gedeelte van hun voet af te stoten om zodoende aan een belager te ontsnappen.

## Verspreiding en leefgebied
Deze soort komt voor in ondiep water op zandbodems van de tropische gedeelten van het Indo-Pacifisch gebied.